# 袴腰岳
袴腰岳（はかまごしだけ）は北海道函館市にある標高1108.4mの山で、函館市内の最高峰である。袴腰山（はかまごしやま）とも呼ばれる。

## 概要
市内を流れる亀田川、松倉川の水源であり、函館市の水道水源の一つである。亀田川上流域は「亀田川水源の森」として、林野庁の水源の森百選に選定された。横津岳から袴腰岳を経て続く山地は 亀田半島の背骨となり、恵山道立自然公園を構成する地域の一つである。山頂には 一等三角点が置かれていて、基準点名は袴腰山である。
日本には袴腰山・袴腰岳と呼ばれる山がいくつかある。北海道道南では、この函館市のほかに福島町や知内町にも袴腰岳が、北斗市には袴腰山がある。

## 登山
2つのコースがあり、山頂から津軽海峡、函館山、函館市街、函館湾、横津岳、駒ヶ岳を望める。
- 横津岳から登るコース: 横津岳山頂への舗装道路から分岐して、湿原や烏帽子岳をへて袴腰岳へいたる縦走路。
- 赤川林道から登るコース: 新中野ダムの上流、赤川林道の登山口から三角山をへて袴腰岳にいたるコース。

登山口への林道は、路肩崩壊や雨裂などによって通行注意・通行止めになっていることもある。

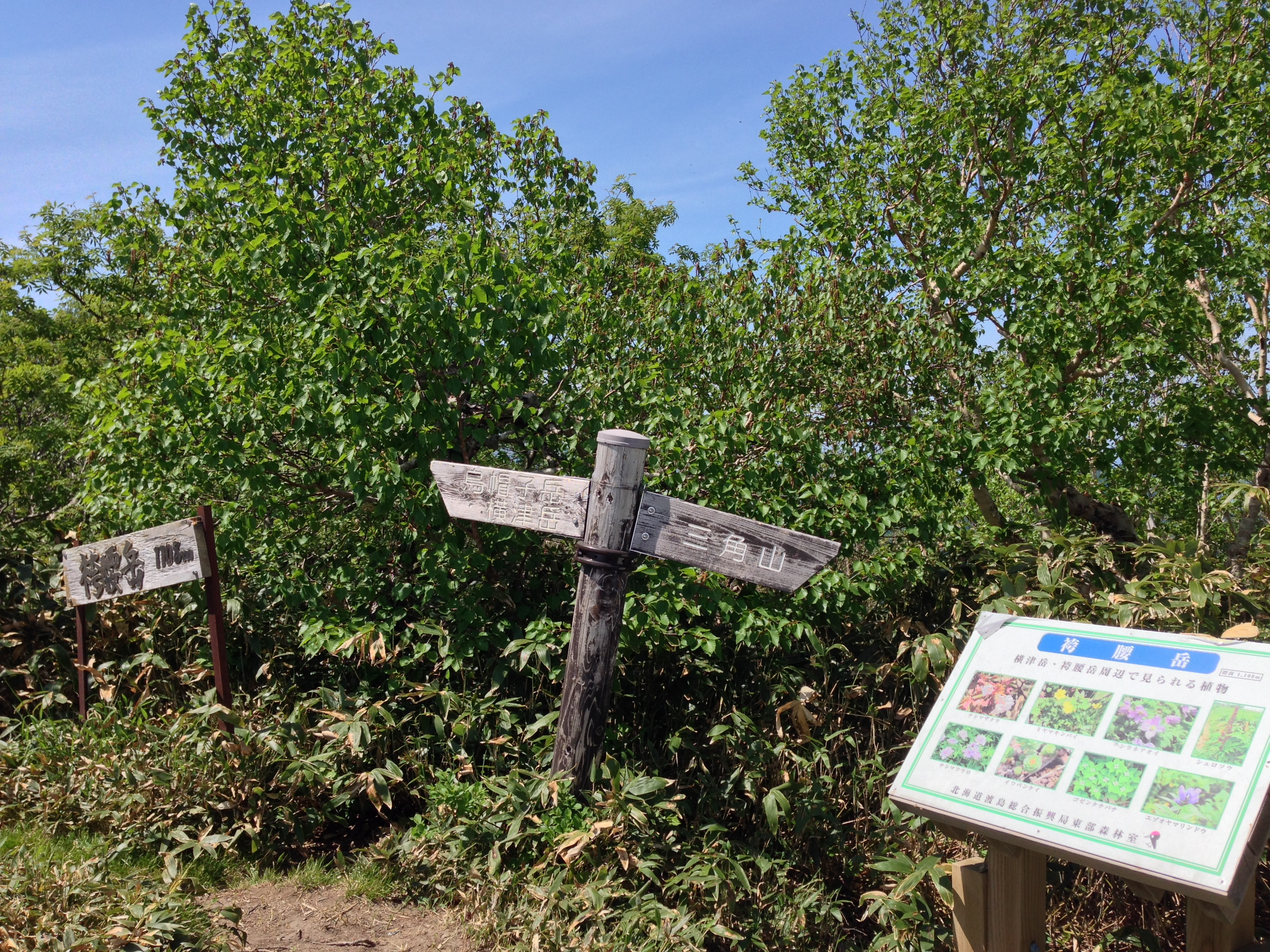
袴腰岳の山頂
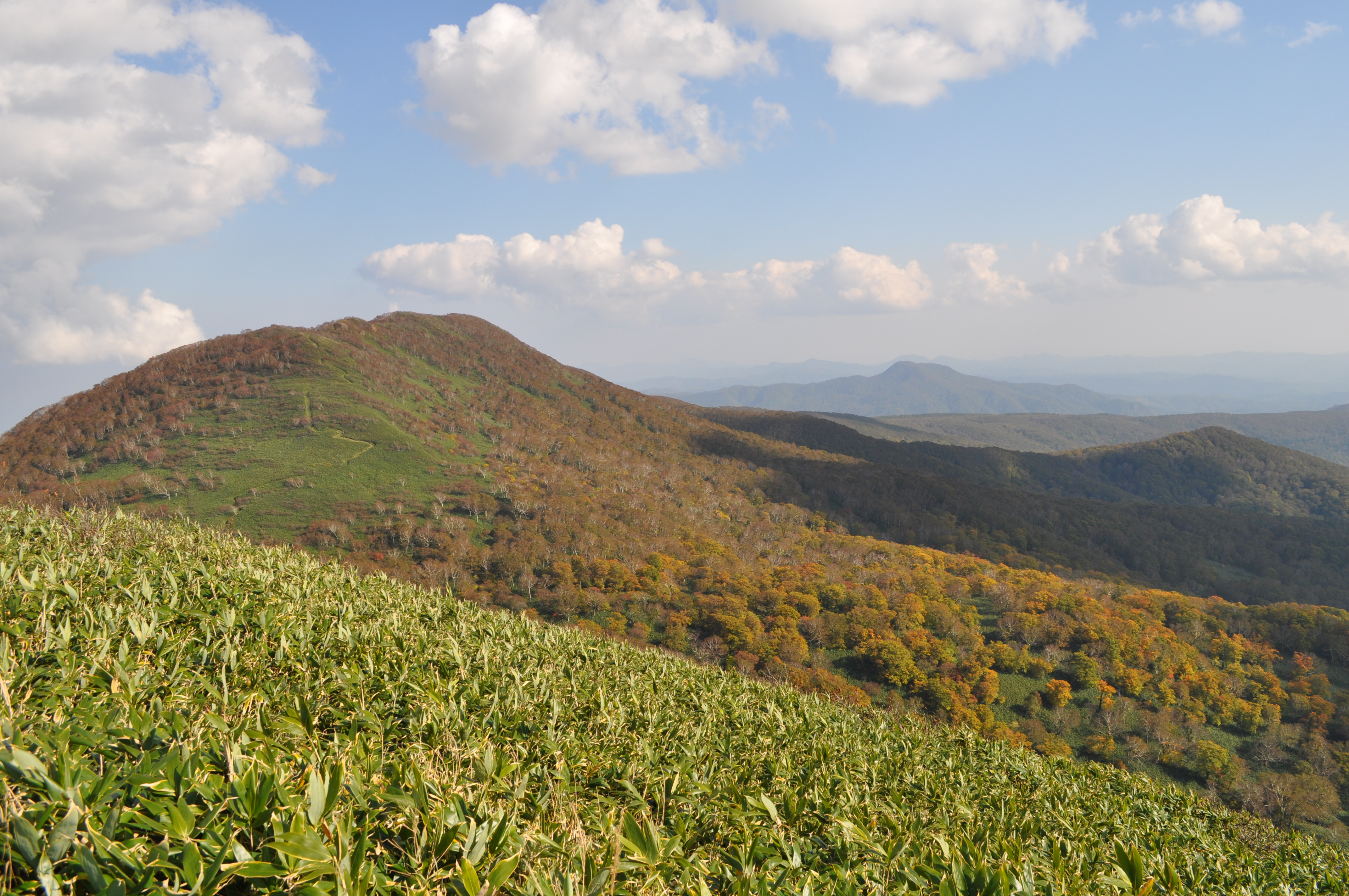
烏帽子岳から望む袴腰岳
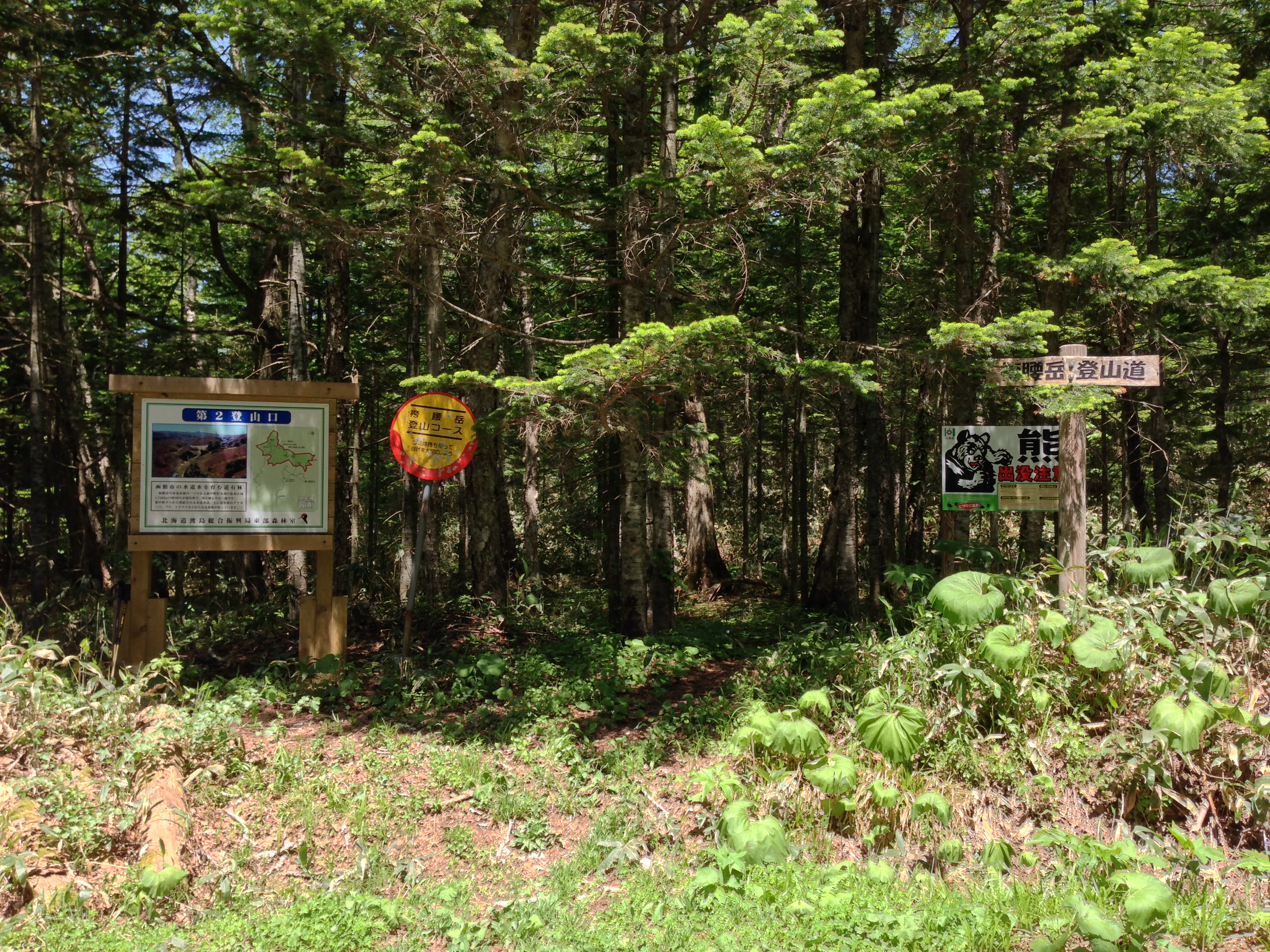
赤川林道コースの第2登山口
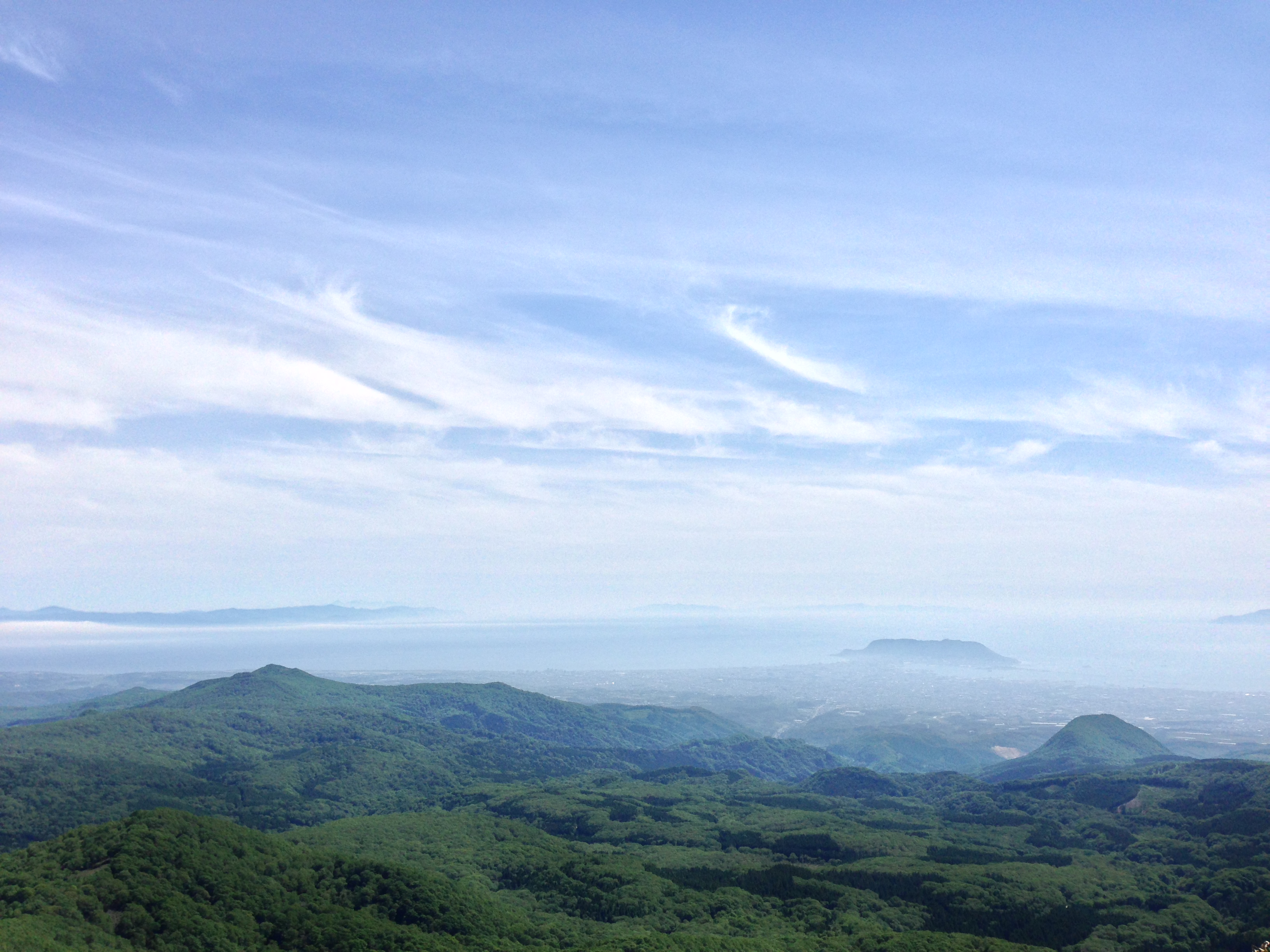
袴腰岳山頂から望む函館市街、函館山、津軽海峡

## 周辺の山
- 烏帽子岳
- 横津岳
- 庄司山（障子山）
- 雁皮山（がんぴやま）
- 三森山
- 恵山
- 函館山
- 駒ヶ岳